# داريوش شوجايان
داريوش شوجايان (7 أبريل 1992 بشيراز في إيران - ) هو لاعب كرة قدم إيراني في مركز الوسط. شارك مع منتخب إيران لكرة القدم. أما مع النوادي، فقد لعب مع نادي استقلال طهران ونادي غسترش فولاد ونادي فجر شهيد سباسي وBahman Shiraz F.C. ‏.

## وصلات خارجية
- داريوش شوجايان على موقع قاعدة بيانات كرة القدم.إي يو (الإنجليزية)
- داريوش شوجايان على موقع Soccerway.com (الإنجليزية)